# Lista de vencedoras do Miss Universo
Relação de todas as vencedoras do Miss Universo, a partir de 1952.

## Vencedoras
| Ano  | Miss Universo               | País                 | Idade | Altura | Foto     |
| ---- | --------------------------- | -------------------- | ----- | ------ | -------- |
| 1952 | Armi Kuusela                | Finlândia            | 17    | 1,68 m |          |
| 1953 | Christiane Martel           | França               | 18    | 1,68 m |          |
| 1954 | Miriam Stevenson            | Estados Unidos       | 21    | 1,68 m |          |
| 1955 | Hillevi Rombin              | Suécia               | 21    | 1,70 m |          |
| 1956 | Carol Morris                | Estados Unidos       | 20    | 1,70 m |          |
| 1957 | Gladys Zender               | Peru                 | 17    | 1,70 m |          |
| 1958 | Luz Marina Zuluaga          | Colômbia             | 19    | 1,63 m |          |
| 1959 | Akiko Kojima                | Japão                | 22    | 1,68 m |          |
| 1960 | Linda Bement                | Estados Unidos       | 18    | 1,68 m |          |
| 1961 | Marlene Schmidt             | Alemanha             | 24    | 1,73 m |          |
| 1962 | Norma Nolan                 | Argentina            | 24    | 1,65 m | centrado |
| 1963 | Ieda Maria Vargas           | Brasil               | 18    | 1,68 m |          |
| 1964 | Corinna Tsopei              | Grécia               | 20    | 1,73 m | centrado |
| 1965 | Apasra Hongsakula           | Tailândia            | 18    | 1,63 m |          |
| 1966 | Margareta Arvidsson         | Suécia               | 18    | 1,73 m | centrado |
| 1967 | Sylvia Hitchcock            | Estados Unidos       | 20    | 1,70 m |          |
| 1968 | Martha Vasconcellos         | Brasil               | 20    | 1,73 m |          |
| 1969 | Gloria Maria Diaz           | Filipinas            | 18    | 1,65 m |          |
| 1970 | Marisol Malaret             | Porto Rico           | 20    | 1,73 m |          |
| 1971 | Georgina Rizk               | Líbano               | 18    | 1,70 m | centrado |
| 1972 | Kerry Anne Wells            | Austrália            | 20    | 1,78 m | centrado |
| 1973 | Maria Margarita Moran       | Filipinas            | 19    | 1,68 m |          |
| 1974 | Amparo Muñoz                | Espanha              | 20    | 1,73 m |          |
| 1975 | Anne Marie Pohtamo          | Finlândia            | 19    | 1,75 m |          |
| 1976 | Rina Messinger              | Israel               | 20    | 1,71 m |          |
| 1977 | Janelle Commissiong         | Trinidad e Tobago    | 24    | 1,65 m |          |
| 1978 | Margaret Gardiner           | África do Sul        | 18    | 1,78 m |          |
| 1979 | Maritza Sayalero            | Venezuela            | 18    | 1,73 m |          |
| 1980 | Shawn Weatherly             | Estados Unidos       | 20    | 1,73 m |          |
| 1981 | Irene Sáez                  | Venezuela            | 19    | 1,78 m |          |
| 1982 | Karen Dianne Baldwin        | Canadá               | 18    | 1,78 m |          |
| 1983 | Lorraine Downes             | Nova Zelândia        | 19    | 1,74 m |          |
| 1984 | Yvonne Ryding               | Suécia               | 21    | 1,70 m |          |
| 1985 | Deborah Carthy-Deu          | Porto Rico           | 19    | 1,73 m |          |
| 1986 | Bárbara Palacios Teyde      | Venezuela            | 22    | 1,73 m |          |
| 1987 | Cecilia Bolocco             | Chile                | 22    | 1,73 m |          |
| 1988 | Porntip Nakhirunkanok       | Tailândia            | 20    | 1,73 m |          |
| 1989 | Angela Visser               | Países Baixos        | 22    | 1,75 m |          |
| 1990 | Mona Grudt                  | Noruega              | 19    | 1,68 m |          |
| 1991 | Lupita Jones                | México               | 23    | 1,75 m |          |
| 1992 | Michelle McLean             | Namíbia              | 19    | 1,83 m |          |
| 1993 | Dayanara Torres             | Porto Rico           | 18    | 1,73 m |          |
| 1994 | Sushmita Sen                | Índia                | 18    | 1,73 m |          |
| 1995 | Chelsi Smith                | Estados Unidos       | 21    | 1,73 m |          |
| 1996 | Alicia Machado              | Venezuela            | 19    | 1,75 m |          |
| 1997 | Brook Mahealani Lee         | Estados Unidos       | 26    | 1,70 m |          |
| 1998 | Wendy Fitzwilliam           | Trinidad e Tobago    | 25    | 1,83 m |          |
| 1999 | Mpule Kwelagobe             | Botswana             | 19    | 1,78 m |          |
| 2000 | Lara Dutta                  | Índia                | 21    | 1,73 m |          |
| 2001 | Denise Quiñones             | Porto Rico           | 20    | 1,78 m |          |
| 2002 | Oxana Fedorova (Destituída) | Rússia               | 24    | 1,78 m |          |
| 2002 | Justine Pasek               | Panamá               | 22    | 1,70 m |          |
| 2003 | Amelia Vega                 | República Dominicana | 18    | 1,85 m |          |
| 2004 | Jennifer Hawkins            | Austrália            | 20    | 1,80 m |          |
| 2005 | Natalie Glebova             | Canadá               | 23    | 1,80 m |          |
| 2006 | Zuleyka Rivera Mendoza      | Porto Rico           | 18    | 1,75 m |          |
| 2007 | Riyo Mori                   | Japão                | 20    | 1,75 m |          |
| 2008 | Dayana Mendoza              | Venezuela[nota]      | 22    | 1,78 m |          |
| 2009 | Stefanía Fernández          | Venezuela[nota]      | 18    | 1,78 m |          |
| 2010 | Jimena Navarrete            | México               | 22    | 1,74 m |          |
| 2011 | Leila Lopes                 | Angola               | 25    | 1,79 m |          |
| 2012 | Olivia Culpo                | Estados Unidos       | 20    | 1,66 m |          |
| 2013 | María Gabriela Isler        | Venezuela            | 25    | 1,79 m |          |
| 2014 | Paulina Vega                | Colômbia             | 22    | 1,76 m |          |
| 2015 | Pia Wurtzbach               | Filipinas            | 26    | 1,73m  |          |
| 2016 | Iris Mittenaere             | França               | 23    | 1,72 m |          |
| 2017 | Demi-Leigh Nel-Peters       | África do Sul        | 22    | 1,66m  |          |
| 2018 | Catriona Gray               | Filipinas            | 24    | 1,78 m |          |
| 2019 | Zozibini Tunzi              | África do Sul        | 26    | 1,68 m |          |
| 2020 | Andrea Meza                 | México               | 26    | 1,80 m |          |
| 2021 | Harnaaz Sandhu              | Índia                | 21    | 1,74 m |          |
| 2022 | R'Bonney Gabriel            | Estados Unidos       | 28    | 1,70 m |          |
| 2023 | Sheynnis Palacios           | Nicarágua            | 23    | 1,80 m |          |
| 2024 | Victoria Kjær Theilvig      | Dinamarca            | 21    | 1,78 m |          |

## Vitórias por país

### Total de vitórias por país
| País                 | N° de vitórias |
| -------------------- | -------------- |
| Estados Unidos       | 9 vitórias     |
| Venezuela            | 7 vitórias     |
| Porto Rico           | 5 vitórias     |
| Filipinas            | 4 vitórias     |
| México               | 3 vitórias     |
| África do Sul        | 3 vitórias     |
| Suécia               | 3 vitórias     |
| Índia                | 3 vitórias     |
| Brasil               | 2 vitórias     |
| Canadá               | 2 vitórias     |
| Colômbia             | 2 vitórias     |
| Finlândia            | 2 vitórias     |
| França               | 2 vitórias     |
| Japão                | 2 vitórias     |
| Tailândia            | 2 vitórias     |
| Trinidad e Tobago    | 2 vitórias     |
| Austrália            | 1 vitória      |
| Angola               | 1 vitória      |
| Argentina            | 1 vitória      |
| Botswana             | 1 vitória      |
| Chile                | 1 vitória      |
| Dinamarca            | 1 vitória      |
| Espanha              | 1 vitória      |
| Grécia               | 1 vitória      |
| Israel               | 1 vitória      |
| Líbano               | 1 vitória      |
| Namíbia              | 1 vitória      |
| Nicarágua            | 1 vitória      |
| Nova Zelândia        | 1 vitória      |
| Noruega              | 1 vitória      |
| Países Baixos        | 1 vitória      |
| Alemanha             | 1 vitória      |
| Panamá               | 1 vitória      |
| Peru                 | 1 vitória      |
| República Dominicana | 1 vitória      |
| Rússia               | Destituída     |

## Vitórias por continente
| Continente | N° de vitorias |
| ---------- | -------------- |
| Américas   | 38 vitórias    |
| Europa     | 13 vitórias    |
| Ásia       | 13 vitórias    |
| África     | 6 vitórias     |
| Oceania    | 3 vitórias     |